# Bundesverband der Phonographischen Wirtschaft
Der Bundesverband der Phonographischen Wirtschaft e. V. (kurz Bundesverband Phono) war der Wirtschaftsverband der in Deutschland in der Phonographie tätigen Unternehmen (Tonträgerwirtschaft).

## Geschichte
Am 27. September 1973 wurde die Deutsche Phono-Akademie als gemeinnütziges Kulturinstitut vom Bundesverband mit Sitz in Hamburg gegründet.
Der ehemalige Hamburger Bürgerschaftsabgeordnete (CDU) und Jurist Norbert Thurow war in den 1980er Jahren Geschäftsführer des Bundesverbandes der Phonographischen Wirtschaft, zudem auch der Gesellschaft zur Verwertung von Leistungsschutzrechten (GVL) und der International Federation of Producers of Phonograms and Videograms (IFFP).
Im Jahr 1991 wurde die PhonoNet GmbH, als Dienstleistungsunternehmen für das elektronische Bestellsystem zwischen Handel und Tonträgerindustrie gegründet. Ab 1997 wurde die Ermittlung der Händler-Tonträgerverkäufe nur noch auf elektronischem Wege durch das flächendeckend eingeführte Bestellsystem PhonoNet durchgeführt.
1999 gehörten dem Verband insgesamt 129 Mitglieder an.
Bis 2007 koordinierte der Bundesverband die Branchenbelange nach innen und außen und hielt intensive Kontakte zu politischen Gremien, Behörden, Institutionen sowie Massenmedien und der Öffentlichkeit. Konkrete Arbeitsschwerpunkte waren unter anderem die Ermittlung von Statistiken, deren Ergebnisse zum Beispiel seit 1994 im Jahrbuch der Phonographischen Wirtschaft veröffentlicht wurden. Außerdem verantwortete der Bundesverband der die Entwicklung des Systems der offiziellen deutschen Musikcharts und die Überprüfung der Verleihungen von Gold- und Platin-Ton- und Bildtonträgern.
Neben dem Verband existierte noch die Deutsche Landesgruppe der IFPI e. V. International Federation of the Phonographic Industry. Deren Schwerpunkt lag in der Förderung der internationalen Beziehungen und der Wahrung des nationalen und internationalen Urheberrechts sowie die Bekämpfung der Tonträger-Piraterie war.
Der Verband fusionierte 2007 mit der deutschen Sektion der IFPI zum Bundesverband Musikindustrie.